# Circolo Nautico Posillipo 2019-2020

## Rosa
| N° |                   | Ruolo | Giocatore             |
| -- | ----------------- | ----- | --------------------- |
|    | Italia (bandiera) | P     | Roberto Spinelli      |
|    | Italia (bandiera) | P     | Tommaso Negri         |
|    | Italia (bandiera) | D     | Andrea Maria Scalzone |
|    | Italia (bandiera) | D     | Gianluigi Foglio      |
|    | Italia (bandiera) | D     | Luca Silvestri        |
|    | Italia (bandiera) | D     | Antonio Picca         |

| N° |                   | Ruolo | Giocatore            |
| -- | ----------------- | ----- | -------------------- |
|    | Italia (bandiera) | A     | Gianpiero Di Martire |
|    | Italia (bandiera) | A     | Massimo Di Martire   |
|    | Italia (bandiera) | CB    | Luca Marziali        |
|    | Italia (bandiera) | CV    | Giuliano Mattiello   |
|    | Italia (bandiera) | A     | Jacopo Parrella      |
|    | Italia (bandiera) | A     | Domenico Iodice      |
|    | Italia (bandiera) | CB    | Julien Lanfranco     |
|    | Italia (bandiera) | CV    | Paride Saccoia       |

### Staff tecnico
- Allenatore: Roberto Brancaccio
- Medico sociale: Guglielmo Lanni
- Preparatore atletico: Alessandro Fusco
- Fisioterapista: Silvio Ausiello